# Skałki Siekierczyńskie
Skałki Siekierczyńskie – dwie grupy skał w lesie we wsi Siekierczyna w województwie małopolskim, w powiecie tarnowskim, w gminie Ciężkowice. Zbudowane są z piaskowca ciężkowickiego i są typowymi ostańcami wierzchowinowymi wymodelowanymi przez erozję wietrzeniową. Skały te nadają się do uprawiania boulderingu.
Pierwsza grupa skał
Znajdują się w podszczytowej części prawych zboczy Siekierczański, nieco powyżej szkoły w Siekierczynie. Nie prowadzi obok nich żaden szlak turystyczny. W tej grupie znajdują się skała Prawdziwek (wysokość 4 m).
Druga grupa skał

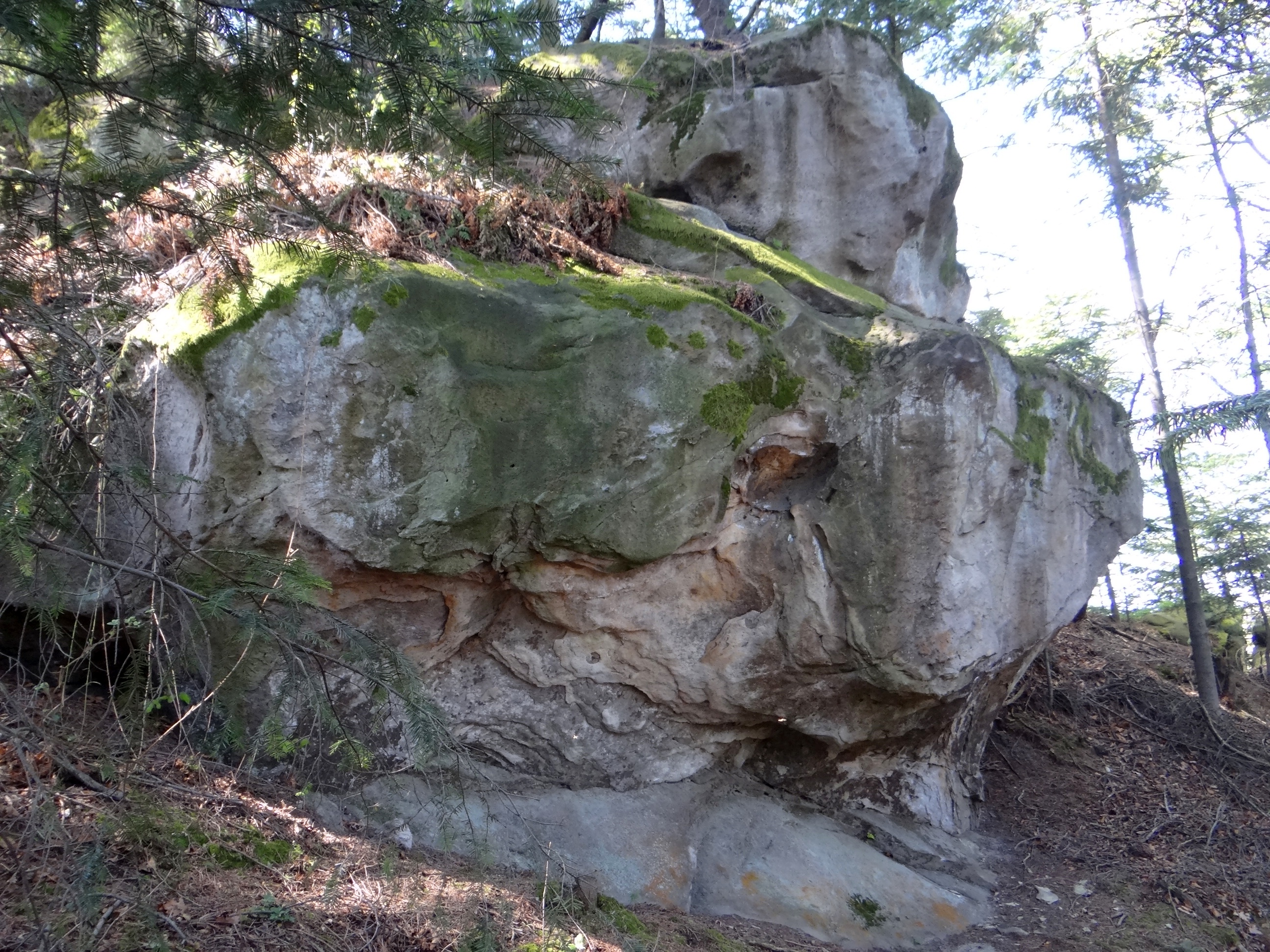
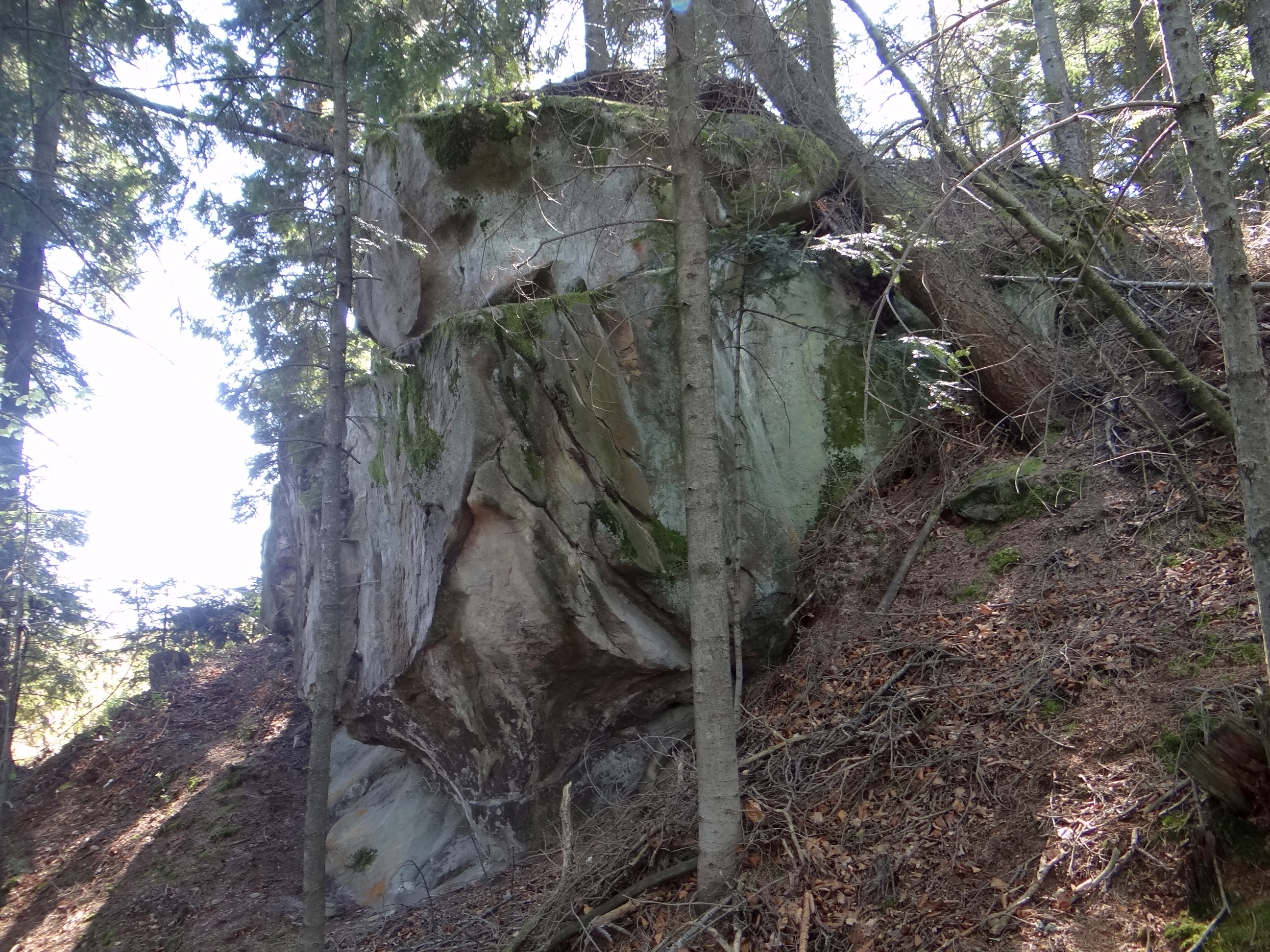
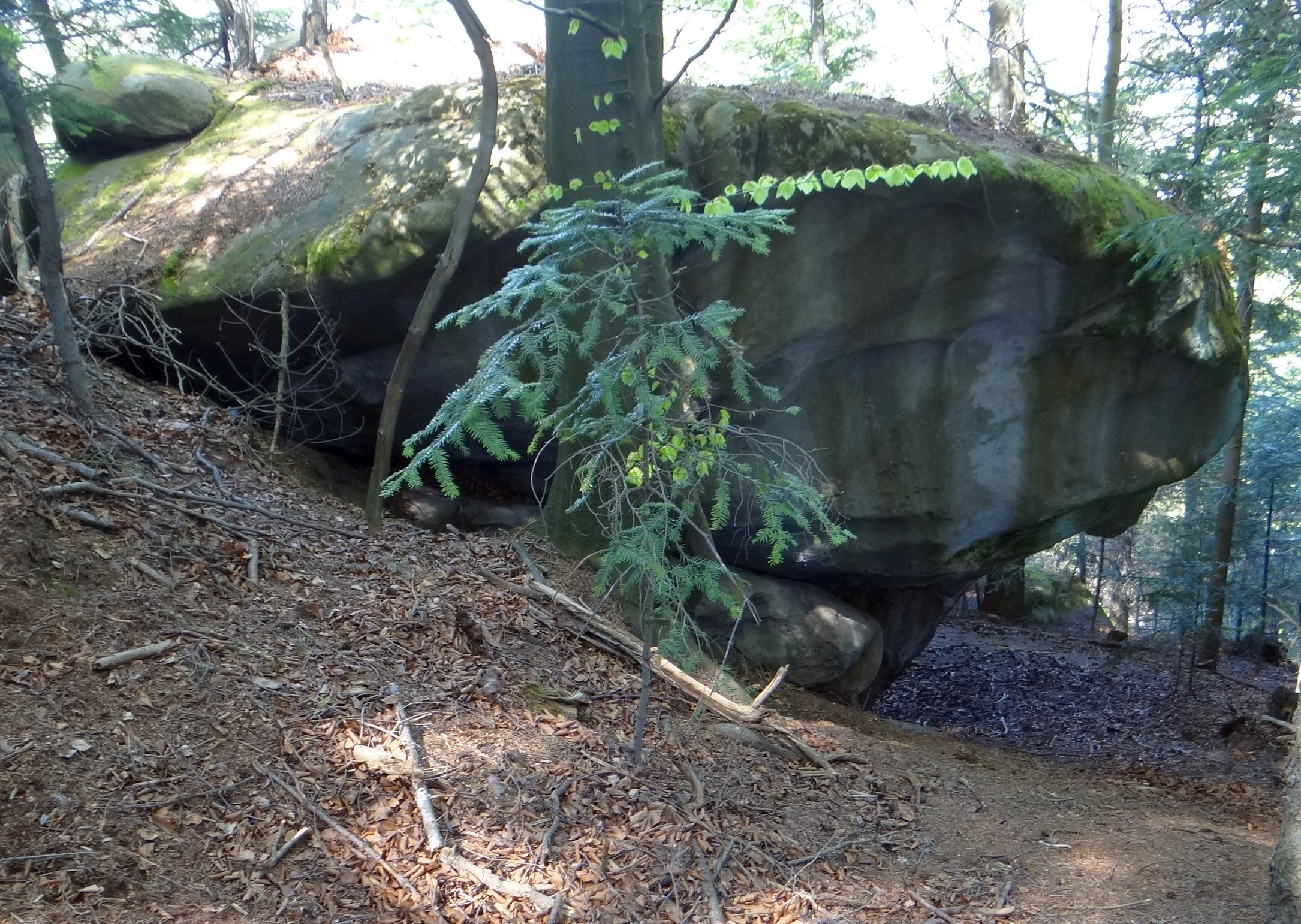
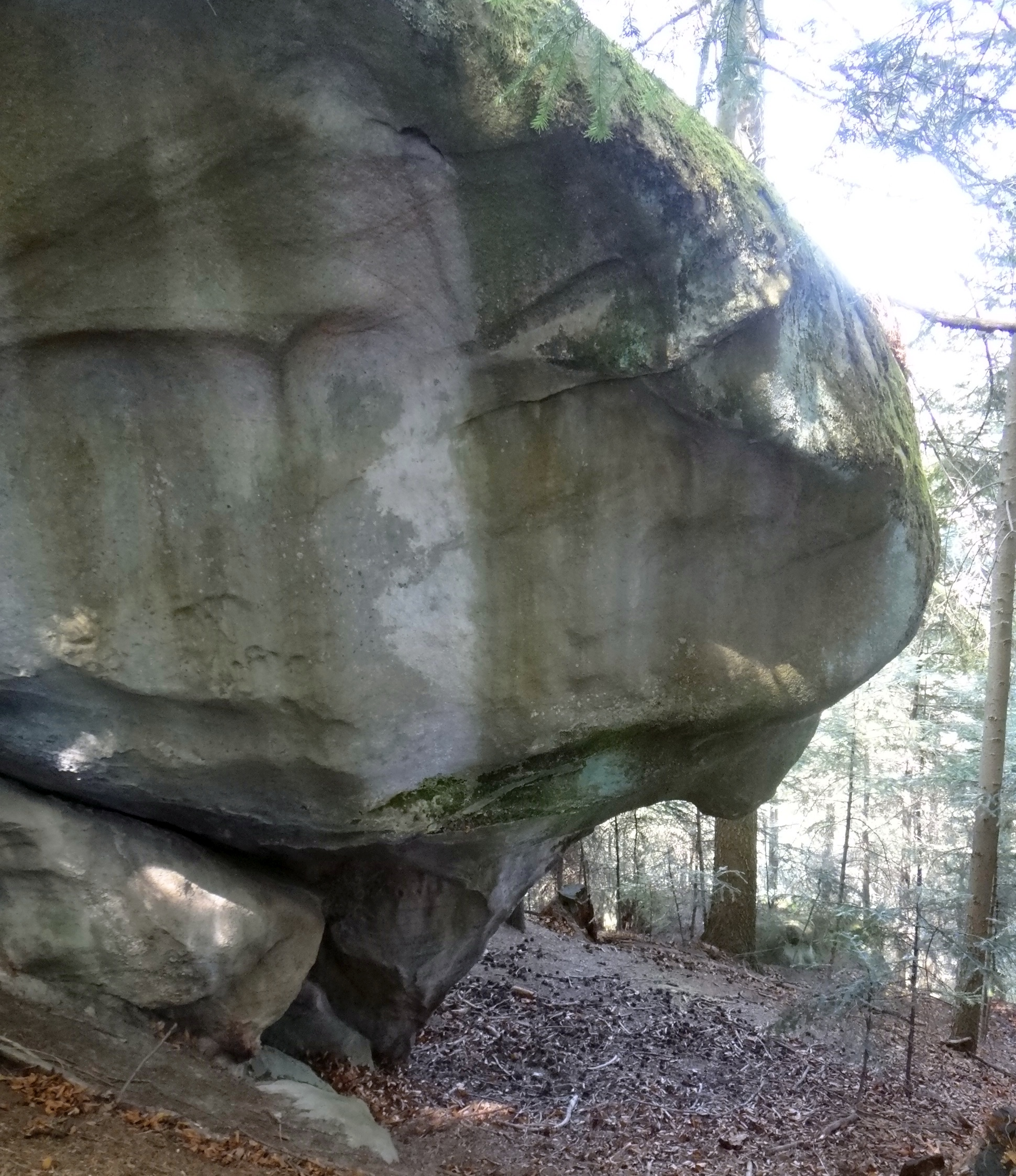
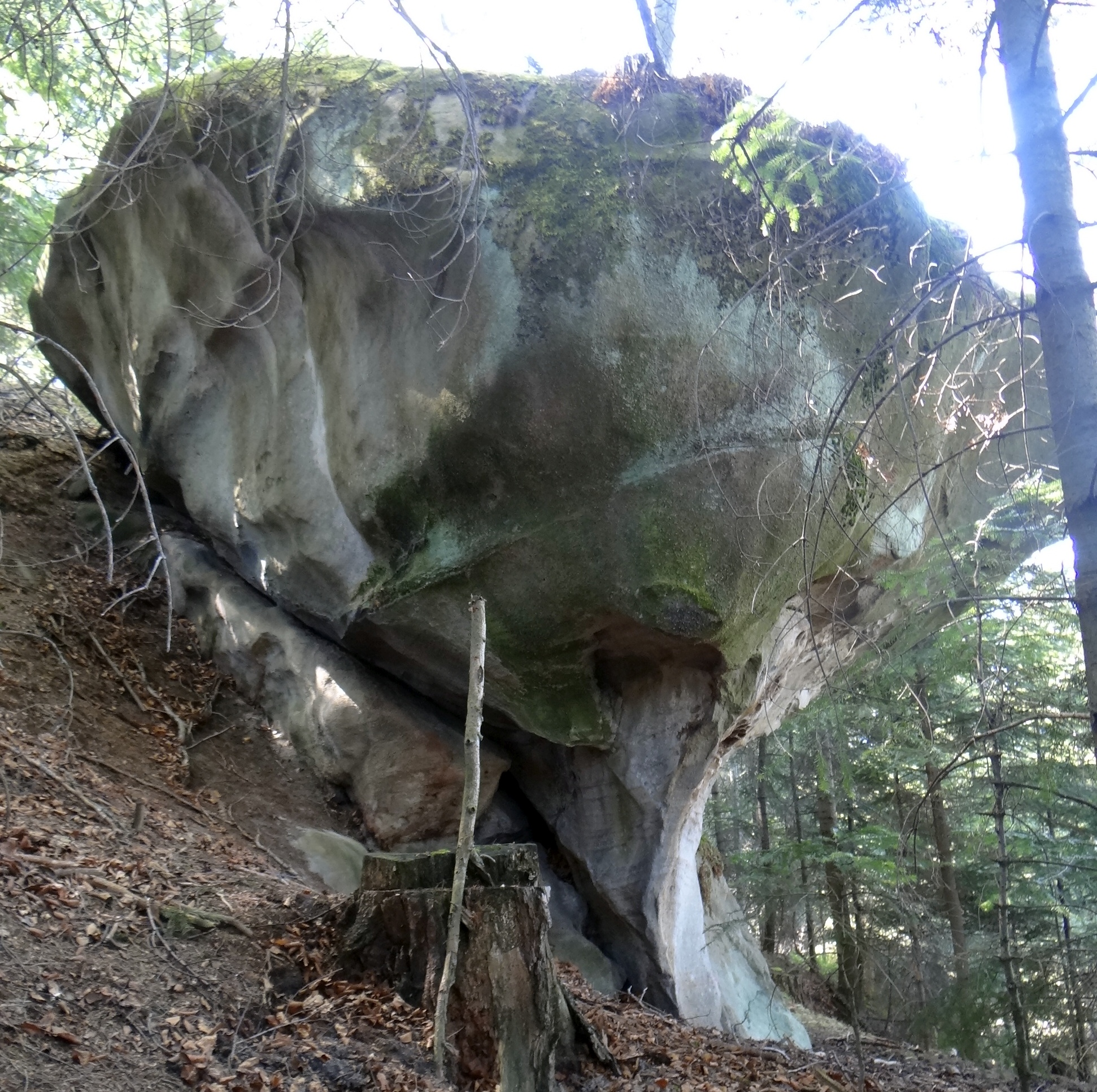
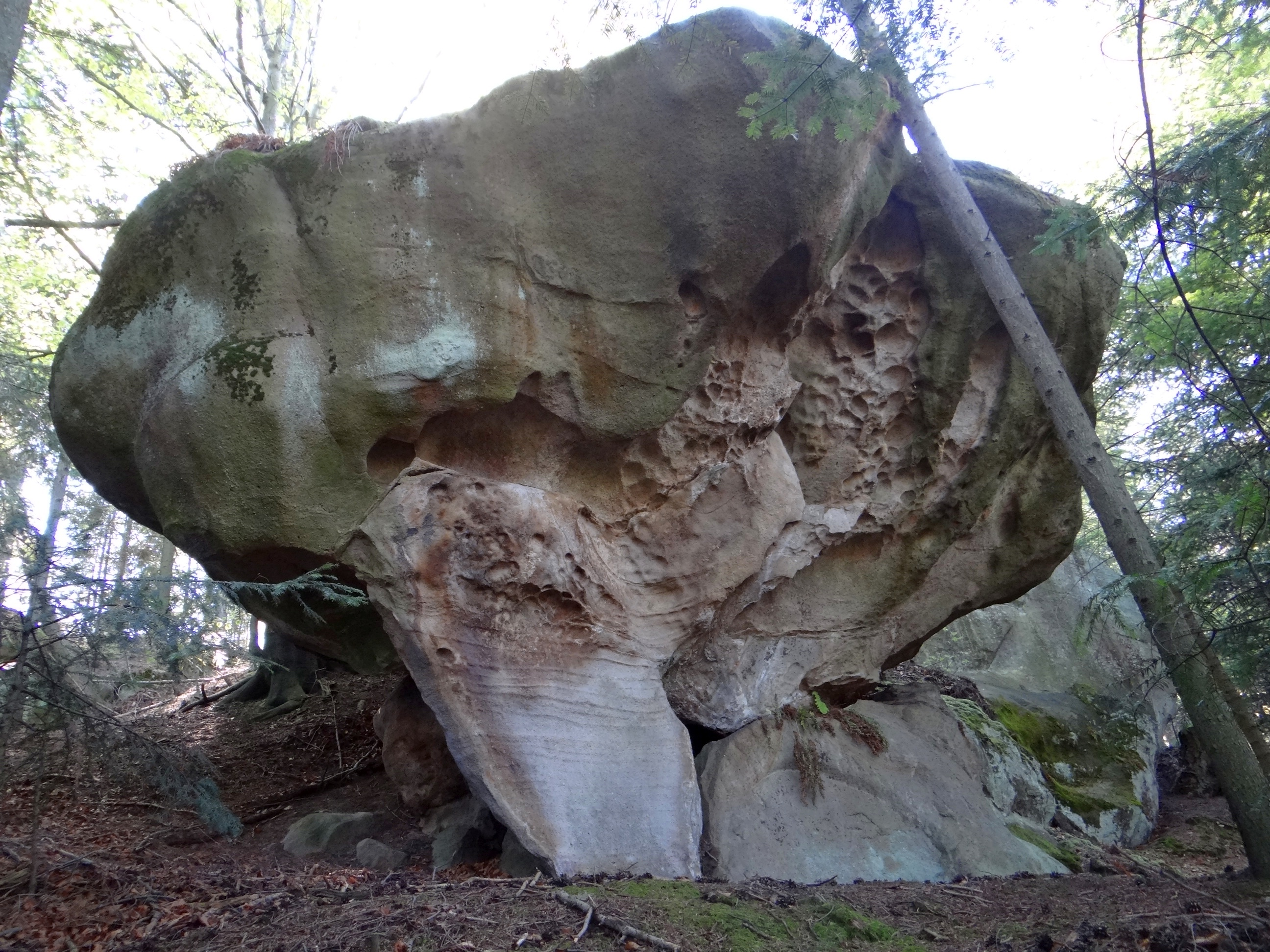
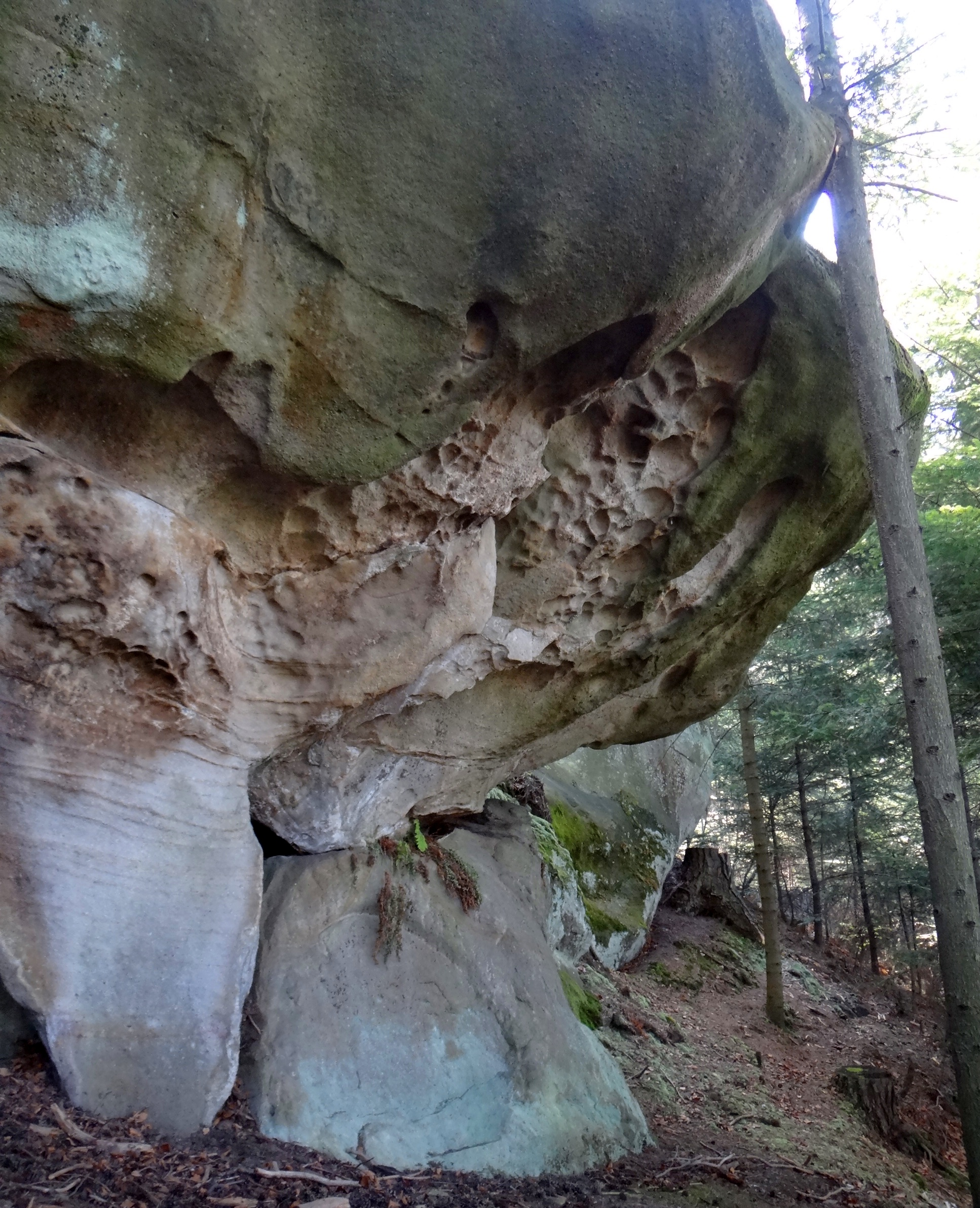

Znajdują się także w prawych zboczach Siekierczanki, ale dalej na południe. W tej grupie znajdują się 2 skały: Kurza Łapka (wysokość 6 m) i Pazurek (wysokość 4 m). Prowadzi do niej znakowana zielonym liściem klonu ścieżka edukacyjna „Przez Wieprzek”. W tej grupie skał znajduje się jaskinia Kruchy Komin i schron jaskiniowy Schronisko Złoty Komin.

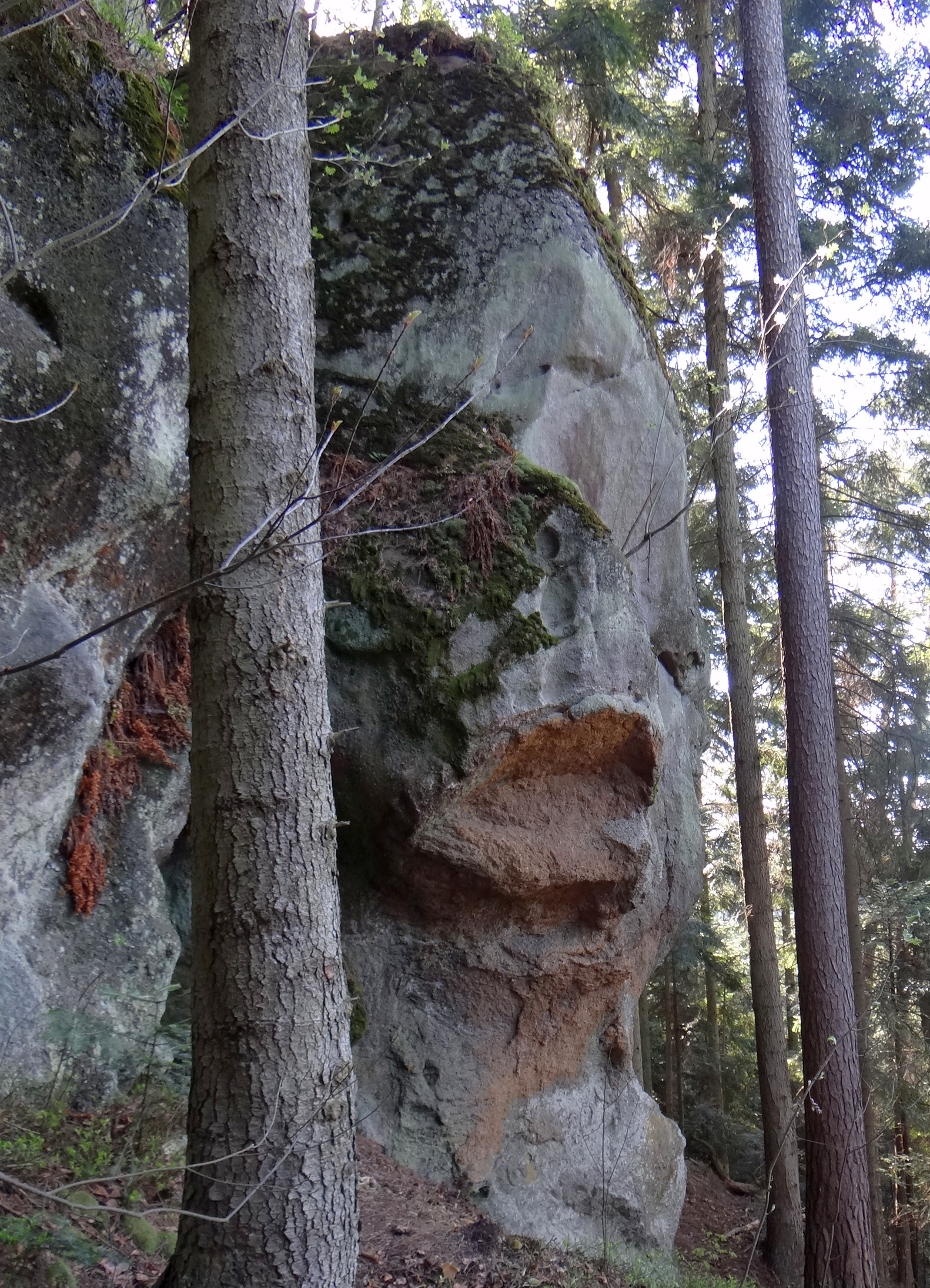
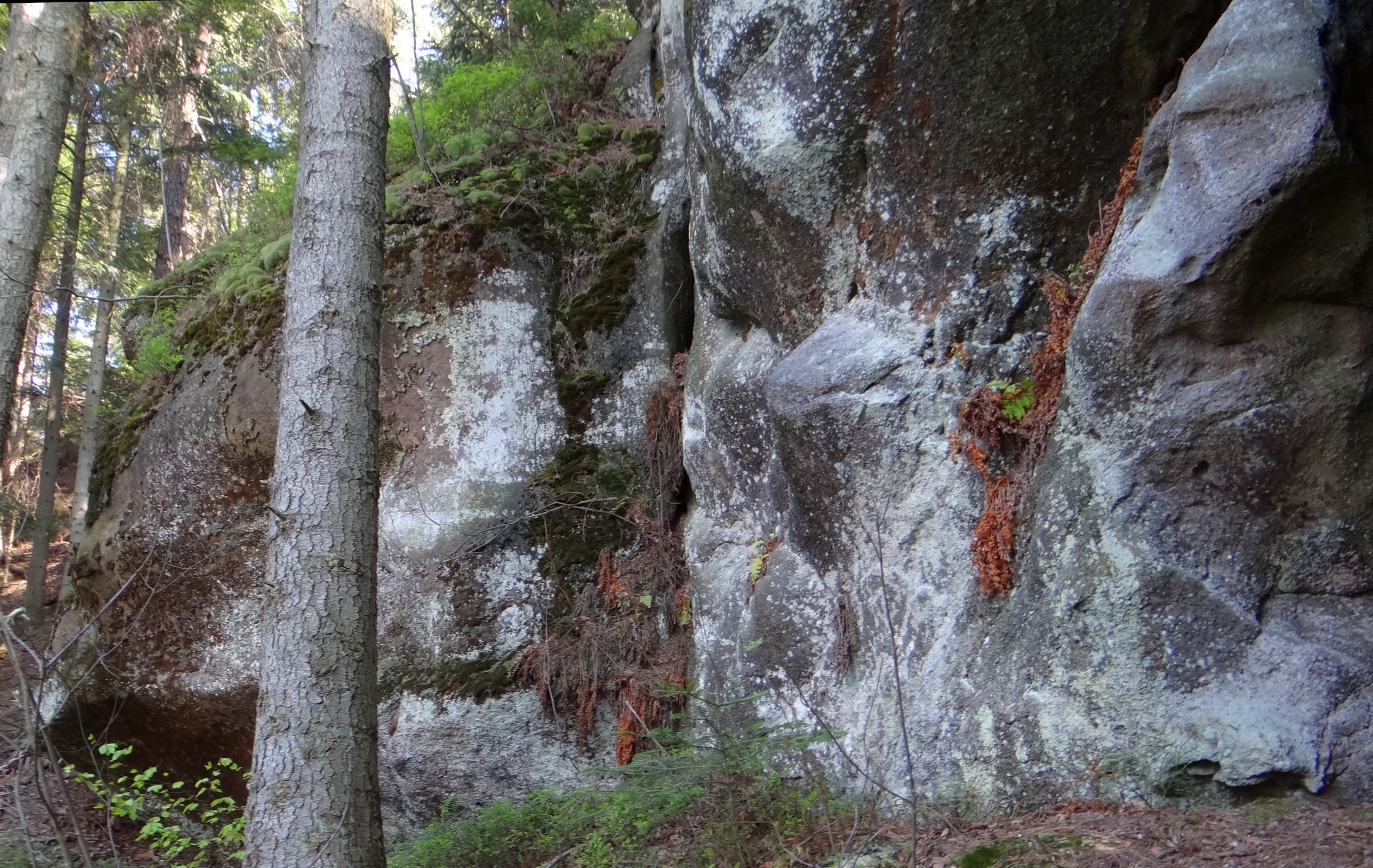
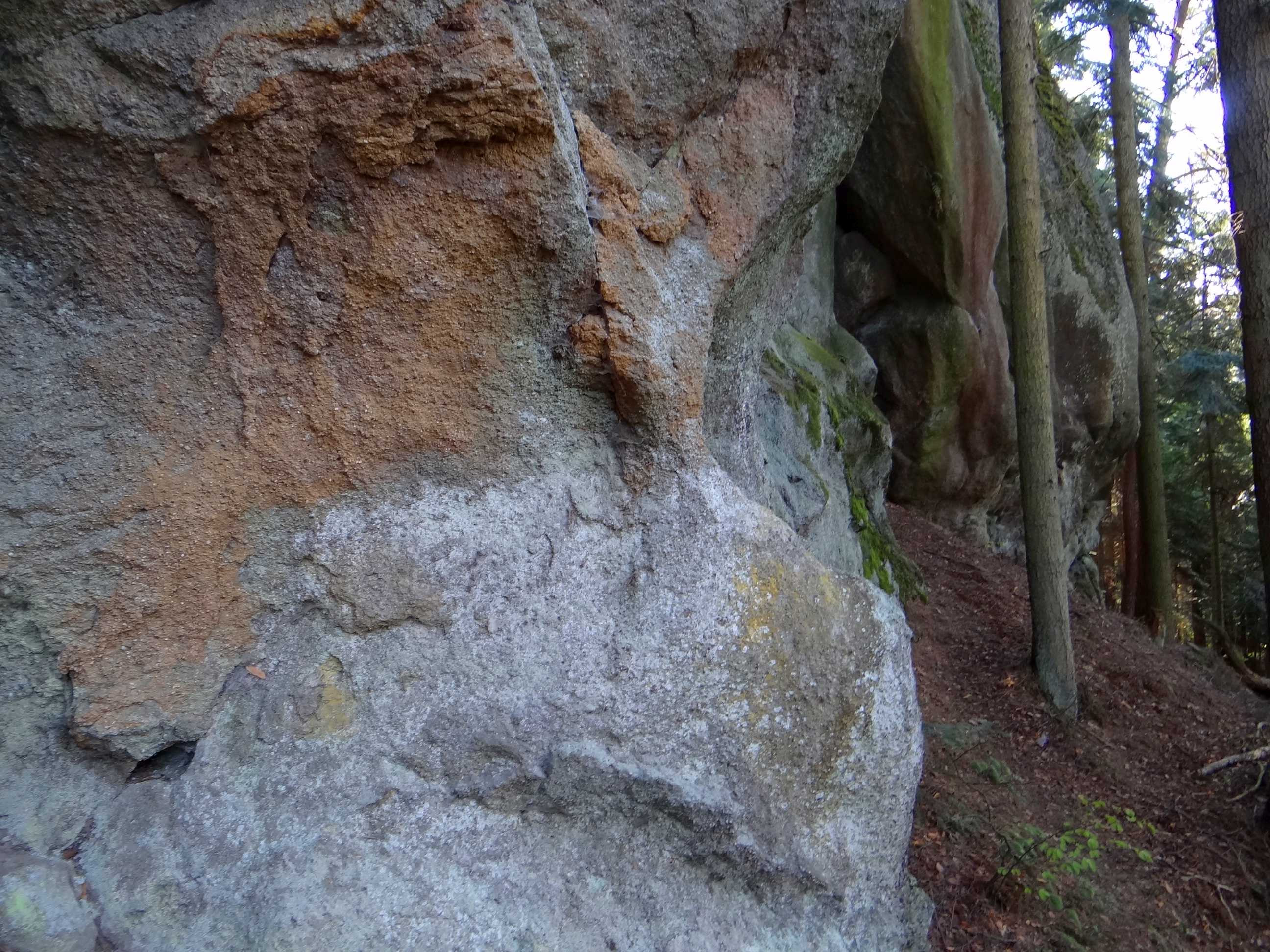